# Guy N’dy Assembé
Guy Roland N’dy Assembé (ur. 28 lutego 1986 w Jaunde) – kameruński piłkarz grający na pozycji bramkarza w AS Nancy.

## Kariera klubowa
Assembé pochodzi z Jaunde. Karierę piłkarską rozpoczął w jednak we Francji w juniorach FC Nantes. W 2004 roku został bramkarzem rezerw tego klubu i do 2007 roku grał w nich w rozgrywkach czwartej ligi. Następnie przeszedł do pierwszego zespołu Nantes. 25 lutego 2008 zadebiutował w barwach Nantes w Ligue 2 w wygranym 2:1 wyjazdowym meczu z CS Sedan. W Nantes został rezerwowym dla Tony’ego Heurtebisa. W 2008 roku awansował z Nantes do Ligue 1 i na boiskach pierwszej ligi pełnił rolę dublera dla Jérôme Alonzo. Rozegrał w niej 6 meczów, a Nantes wróciło do Ligue 2.
W 2009 roku Assembé przeszedł na wypożyczenie do innego pierwszoligowca, Valenciennes FC. W nim zadebiutował 22 sierpnia 2009 w przegranym 2:3 domowym meczu z Paris Saint-Germain. W Valenciennes był podstawowym zawodnikiem. W 2010 roku wrócił do Nantes. Latem 2011 roku został zawodnikiem AS Nancy. W sezonie 2013/2014 był wypożyczony do En Avant Guingamp.
| Sezon   | Klub                     | Kraj    | Rozgrywki | Mecze | Bramki | Rozgrywki Europy | Mecze | Bramki |
| ------- | ------------------------ | ------- | --------- | ----- | ------ | ---------------- | ----- | ------ |
| 2004/05 | FC Nantes B              | Francja | CFA       | 7     | 0      | –                | –     | –      |
| 2005/06 | FC Nantes B              | Francja | CFA       | 10    | 0      | –                | –     | –      |
| 2006/07 | FC Nantes B              | Francja | CFA       | 22    | 0      | –                | –     | –      |
| 2007/08 | FC Nantes                | Francja | Ligue 2   | 3     | 0      | –                | –     | –      |
| 2007/08 | FC Nantes B              | Francja | CFA       | 17    | 0      | –                | –     | –      |
| 2008/09 | FC Nantes                | Francja | Ligue 1   | 6     | 0      | –                | –     | –      |
| 2009/10 | Valenciennes FC (wyp.)   | Francja | Ligue 1   | 17    | 0      | –                | –     | –      |
| 2010/11 | FC Nantes                | Francja | Ligue 2   | 35    | 0      | –                | –     | –      |
| 2011/12 | AS Nancy                 | Francja | Ligue 1   | 31    | 0      | –                | –     | –      |
| 2012/13 | AS Nancy                 | Francja | Ligue 1   | 15    | 0      | –                | –     | –      |
| 2013/14 | En Avant Guingamp (wyp.) | Francja | Ligue 1   | 19    | 0      | –                | –     | –      |
| 2014/15 | AS Nancy                 | Francja | Ligue 2   | 8     | 0      | –                | –     | –      |
| 2015/16 | AS Nancy                 | Francja | Ligue 2   | 36    | 0      | –                | –     | –      |

Stan na: koniec sezonu 2015/2016

## Kariera reprezentacyjna
W 2010 roku Assembé, nie mając na koncie debiutu w reprezentacji Kamerunu, został powołany przez selekcjonera Paula Le Guena do kadry na Puchar Narodów Afryki 2010.